# 狭颖鹅观草
狭颖鹅观草（学名：Roegneria mutabilis）是一种禾本科植物。这种植物在中国主要分布于新疆天山中、西段山地，向北乃至塔尔巴哈台山及阿尔泰山的中、西段山地；此外，在蒙古、中亚和西伯利亚、欧洲、美洲均有分布。